# Petite Sœur
Pour les articles homonymes, voir Petite sœur (homonymie).
Pour plus de détails, voir Fiche technique et Distribution.
Petite Sœur (Zusje) est un film néerlandais de Robert Jan Westdijk sorti en 1995.

## Prix et récompenses
Le film a remporté le Gouden Kalf (Veau d'or) au Nederlands film festival dans la catégorie meilleur film de long métrage et l'Alexandre d'argent au Festival international du film de Thessalonique 1995.